# 野中藍・石川由依のラジオ Operating System
『野中藍・石川由依のラジオ Operating System』（のなかあい・いしかわゆいのラジオオペレーティングシステム）は、2013年4月6日から2015年4月5日まで文化放送超!A&G+で放送されていたラジオ番組。パーソナリティは野中藍と石川由依。

## 番組概要

### 放送時間
毎週更新
超!A&G+
- 2014年4月13日 - 2015年4月5日

日曜日 19:00 - 19:30
ニコニコ動画
- 2014年4月13日 - 2015年4月9日

放送後の毎週木曜日、セカンドショットちゃんねるにて公開
過去の放送時間
超!A&G+
- 2013年4月6日 - 2013年4月27日[2]

土曜日 24:00 - 24:30
- 2013年4月29日 - 2014年4月1日

月曜日 21:00 - 21:30 （リピート放送: 火曜日 9:00 - 9:30）
AG-ON
- 2013年4月6日 - 2014年4月5日

土曜日正午配信

### パーソナリティ
野中藍
石川由依

### アシスタント
東京アニメ・声優専門学校の学生から2人
初代：伊藤博記、清藤希吏子
二代目：林弦太、和氣あず未

## コーナー
ラップdeダイアリー
石川の謎めいた日常を自作のラップで紹介。
石川アップグレード2014
ラジオ経験の少ない石川にラジオ的な経験を積ませるため、定番企画や罰ゲームなどやらせたい事を募集。
OSラジオドラマ

### 終了したコーナー
あいぽんキャッチメーカー
毎回出されるテーマにそった、マニュアル本のタイトルを募集。
ピアノライフアドバイザー藍
野中に相談したいことを募集し、ピアノを使いながら解決していく。
石川アップグレード2013
ラジオ経験の少ない石川にラジオ的な経験を積ませるため、定番企画や罰ゲームなどやらせたい事を募集。
ラップを使ったナニカ
ラップを使った企画を募集。
Teacher野中のプロフェッショナルヴォイス
野中が自身の体験をもとに声優についてのあれこれを教える。

## 公開イベント
野中藍・石川由依のラジオ Operating System 公開起動（公開録音）
- 2013年7月7日[5] - 東京アニメ・声優専門学校 北葛西校舎
- 2014年3月2日[6] - 東京アニメ・声優専門学校 北葛西校舎

## 関連商品
ラジオCD
- 野中藍・石川由依のラジオ Operating System! FANDISK